# Ingrid Michon-Derkzen
Ingrid Johanna Maria Michon-Derkzen (Arnhem, 14 september 1976) is een Nederlands politica namens de VVD. Sinds 31 maart 2021 is zij lid van de Tweede Kamer der Staten-Generaal.

## Jeugd en loopbaan
Michon-Derkzen groeide op in Arnhem. Haar ouders waren de eigenaren van een groentewinkel in die stad. Michon-Derkzen heeft Nederlands recht gestudeerd aan de Universiteit Utrecht.
Ze bekleedde verschillende functies op het ministerie van Binnenlandse Zaken en Koninkrijksrelaties (BZK), waaronder plaatsvervangend programmamanager van Doorontwikkeling Politieorganisatie en plaatsvervangend hoofd van het bureau van de Directeur-Generaal Veiligheid. Beginnend in 2010 was ze de politiek assistent van Ivo Opstelten, de minister van Veiligheid en Justitie. Toen Opstelten in 2015 opstapte, bleef Michon-Derkzen actief bij het ministerie als projectleider bij de directie Cyber Security.
In oktober 2015 kreeg ze een baan bij het ministerie van Infrastructuur en Waterstaat als hoofd van het team drones bij de directie Luchtvaart. Michon-Derkzen keerde terug bij BZK in 2018 als hoofd van het bureau van de directeur-generaal van het Rijksvastgoedbedrijf. Ze bleef in die positie totdat ze in 2021 tot Kamerlid werd verkozen.
Sinds 2018 is Michon-Derkzen naast haar baan bestuurslid van Festival Classique, een festival met klassieke muziek, en De Ooievaart, dat rondvaarten door Den Haag organiseert.

## Politieke loopbaan
Michon-Derkzen was vanaf 2000 actief binnen de Haagse VVD en was bij de gemeenteraadsverkiezingen van 2014 de derde kandidaat van haar partij in Den Haag. Ze werd verkozen tot lid van de gemeenteraad en werd vice-fractievoorzitter van de VVD. Ze had de portefeuille veiligheid, sociale zaken, armoedebeleid en buitenruimte. Michon-Derkzen besloot zich niet voor een tweede termijn verkiesbaar te stellen in 2018 vanwege de lagere plek op de kandidatenlijst die haar beloofd was.
Ze stond op plaats twintig op de kandidatenlijst van de VVD bij de Tweede Kamerverkiezingen 2021. Ze werd verkozen met 1654 voorkeurstemmen en werd op 31 maart beëdigd als lid van de Tweede Kamer der Staten-Generaal. Michon-Derkzen kreeg de portefeuille primair en voortgezet onderwijs, luchtvaart, water en scheepvaart, maar deze veranderde kort daarna in politie, OM, brandweer, grensbewaking, terrorismebestrijding, NCTV, rampenbestrijding en crisisbeheersing, nationale veiligheid, drugsbeleid en zeden. Ze is lid van de vaste commissies voor Landbouw, Natuur en Voedselkwaliteit, voor Onderwijs, Cultuur en Wetenschap (voorzitter) en voor Justitie en Veiligheid en ze is lid van de enquêtecommissie Fraudebeleid en Dienstverlening.
In de Tweede Kamer uitte Michon-Derkzen haar weerstand tegen het terughalen van Nederlandse vrouwen die zich bij Islamitische Staat hadden aangesloten. Volgens haar konden ze beter in de regio berecht worden. Ze gaf later wel toe dat het beter zou zijn ze volgens Nederlands recht te berechten als er geen andere mogelijkheid is. Ook stelde Michon een verbod voor op doxing, het publiceren van persoonsgegevens, waar het kabinet vervolgens aan begon te werken.

## Privé
Michon-Derkzen is geboren en getogen in Arnhem. Zij verhuisde in 2000 naar Den Haag. Ze is getrouwd en heeft drie kinderen, waaronder een tweeling.